# Sofia Albertina a Suediei
Prințesa Sofia Albertina a Suediei (Sophia Maria Lovisa Fredrika Albertina; 8 octombrie 1753 – 17 martie  1829) a fost ultima Prințesă-Stareță de Quedlinburg și vasală a împăratului Sfântului Imperiu Roman.
Sofia Albertina a fost fiica cea mică a regelui Adolf Frederic al Suediei și a reginei Louisa Ulrika a Prusiei. Ea a fost deci prințesă a Suediei, prințesă de Holstein-Gottorp și sora regilor Gustav al III-lea al Suediei și Carol al XIII-lea al Suediei. A fost membră a Academiei di San Luca.
A primit două nume după cele două bunici: regina Prusiei, Sofia Dorothea de Hanovra și Albertina Frederica de Baden-Durlach.

## Biografie

### La curtea Suediei

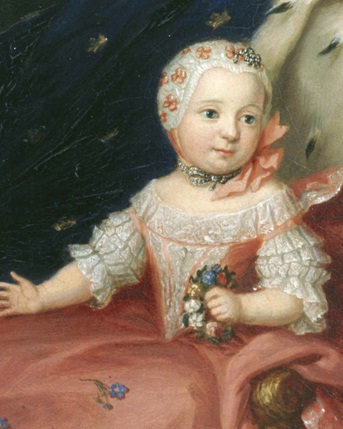
Sofia Albertina copil.

Sofia Albertina și fratele ei, Prințul Frederick Adolf al Suediei, au fost copiii favoriți ai mamei lor și foarte apropiați înte ei. Sofia Albertina a trăit la curtea mamei sale și sub strictul ei control până la moartea acesteia, în 1782.
În timpul conflictului din 1778, când mama ei susținut zvonul că fiul ei, regele Gustav al III-lea, a dat sarcina de a conceape moștenitorul său contelui Frederick Adolf Munck, Sofia Albertina și fratele ei Frederick au fost de partea mamei lor.  În 1780, când trăsura fostei regine Louisa s-a întâlnit cu trăsura regelui și a reginei, Sofia Albertina a evitat o confruntare cu cuplul regal, ascunzând-o pe mama ei.
În 1781 ea a intrat în conflict cu regele, care a fost foarte aproape să o alunge de la curte când mama ei a refuzat să-i acorde respect reginei, dar situația a fost rezolvată de către cumnata ei, Hedvig Elisabeth Charlotte de Holstein-Gottorp. La moartea mamei sale, ea și fratele ei Frederick au ars o parte din lucrările mamei lor înainte ca acestea să poată fi văzute de rege. La Stockholm, s-a construit un palat ca reședință a ei, cunoscut azi ca Palatul Arvfurstens.
Potrivit cumnatei sale, Hedvig Elizabeth Charlotte, Sofia Albertina avea inima bună însă era foarte temperamentală; a fost descrisă ca fiind generoasă și atentă însă ușor de provocat într-o stare conflictuală. Sofiei Albertina nu-i plăcea să vadă femeile tratate rău și adesea intervenea atunci când considera că o femeie este insultată sau prost tratată.
Sofia Albertina a fost interesată de teatru și dance, deși, potrivit lui Axel von Fersen cel Tânăr, ea nu era foarte bună la astea; a făcut parte din teatrul amator de la curte. De asemenea, era interesată de călărie și vânătoare și a avut cel puțin treisprezece câini ca animale de companie. Picta în pastel și a făcut multe portrete și caricaturi. În timpul unei vizite la Roma în 1793 a devenit membră a Accademia di San Luca.

## Viața privată
La început au existat planuri pentru un posibil mariaj. În 1772, fratele ei, regele Gustav al III-lea, care a trăit într-un mariaj neconsumat și fără copii, a avut ideea de a lasa fraților săi mai tineri sarcina de a oferi un moștenitor la tron. Printre partenerii de căsătorie luați în considerare pentru Sofia Albertina au fost verișorul ei, Prințul Petru de Holstein-Gottorp, Prințul Episcop de Lübeck, dar aceste planuri au fost abandonate în 1780. Regele Stanisław August Poniatowski a fost, de asemenea, menționat, însă planul nu a fost dus la capăt.
Sophia Albertina a fost uneori numită Prințesa cu inima de gheață. Totuși, a existat o legendă bine cunoscută printre oamenii de la Stockholm, care a indicat că nu a fost exclus ca ea să fi avut o viață amoroasă. Au existat zvonuri persistente că Sofia Albertina a născut un copil în 1785/86. E posibil ca tatăl să fi fost contele Fredrik Vilhelm von Hessenstein, fiul regelui Frederic I al Suediei și a metresei sale, Hedvig Taube. O altă sugestie pentru tatăl copilului a fost Gustav Badin, majordomul ei african, însă nu există nici o mențiune că micuțul ar fi fost de rasă mixtă.
Fustav al III-lea a refuzat o căsătorie între Sofia Albertina și Fredrik Vilhelm von Hessenstein deoarece mama lui a fost metresă.

## Afacerea Lolotte Forssberg
În 1795 a avut loc afacerea Lolotte Forssberg, care a provocat o atenție considerabilă. Lolotte Forssberg a fost o servitoare și sora vitregă a Sofiei Albertina. În 1795, Sofia Albertina a găsit o scrisoare anonimă în care se sublinia că Lolotte Forssberg era sora ei secretă. Sofia Albertina a început o investigație și s-a încredințat că are motive să creadă că într-adevăr Forssberg era sora ei, și a decis să-și asume responsabilități față de ea și s-o trateze oficial ca pe o soră. Pentru un timp a crezut că Forssberg era sora ei legitimă, a cărei naștere a fost asunsă de părinții ei, și a cerut ca Lolotte Forssberg să fie recunoscută oficial. Acest lucru a provocat un scandal, nu numai în Suedia, dar și în Germania, unde rudele mamei ei, familia regală prusacă și-a exprimat dezaprobarea asupra a ceea ce ei percepeau ca înșelătorie și pe Sofia Albertina ca victimă. Este posibil ca Lolotte Forssberg să fi fost sora ei însă soră vitregă, fiica nelegitimă a tatălui ei și a unei doamne de onoare. În 1799, Sofia Albertina a declarat că Lolotte Forssberg era sora ei vitregă nelegitimă, și a aranjat o căsătorie cu un curtean, contele Magus Stenbock, și a prezentat-o la curte. Mai târziu s-a sugerat că Lolotte Forssberg a fost copilul nelegitim al Sofiei Albertina însăși, însă Forssberg s-a născut în 1766 și evident nu avea cum să fie copilul nelegitim al Sofiei Albertina care s-a născut în 1785. Lolotte Forssberg avea să rămână cu Sofia Albertina toată viața ei, și a fost numită moștenitoare a ei în testament.